# Super Video Compact Disc
Eine Super Video Compact Disc (SVCD) ist ein Datenträgerformat der Unterhaltungselektronik und Computertechnologie zur Speicherung von Filmen und Videos in digitaler und komprimierter Form. Als Datenträger dient dem SVCD-Format eine herkömmliche Compact Disc (CD).

## Beschreibung
Die SVCD unterscheidet sich von dem ursprünglichen Video-CD-Format (VCD) vor allem durch eine verbesserte Bildqualität bei gleichzeitig kürzerer Laufzeit. Dies verlangt von den Abspielgeräten (SVCD-fähige DVD-Player oder tragbare SVCD-Player) schnellere Laufwerke und eine höhere Rechenleistung. Die Bildqualität ist etwas geringer als bei der DVD-Video, die Tonqualität erreicht ebenfalls nicht ganz die Qualität einer DVD. Digitaler Raumklang wird zwar unterstützt (MPEG-2 Audio Multichannel 5.1), allerdings existieren nur wenige Player, die dies auch abspielen können. Es sind zwei verschiedene Tonspuren auf einer einzigen Scheibe erlaubt, wobei dies im Regelfall, ebenso wie beim Mehrkanalton, mit starken Einbußen bei der Bildqualität bzw. bei der Laufzeit verbunden ist.
In diesem Format werden üblicherweise etwa 35 bis 55 Minuten Film- oder Fernsehmaterial komprimiert, sodass es auf einer gewöhnlichen Compact Disc mit 700 MB gespeichert werden kann, weshalb für einen Spielfilm meist mehrere SVCDs benötigt. Mit zunehmender Länge des Videomaterials, welches auf einer Disk gespeichert wird, nimmt die Bildqualität ab. Es ist durchaus möglich, mit einer minimalen Ton- und Bilddatenrate 90 Minuten auf einer SVCD zu speichern, wobei sich Bild- und Tonqualität hierbei unter VHS-Niveau bewegen. Eine nicht standardisierte aber weithin mit der SVCD kompatible Variante der Video-CD ist die MVCD, die bei bis zu 120 Minuten Spielzeit hohe SVCD-Bildqualität erreicht und von fast allen DVD-Playern abgespielt wird. Auch sie enthält einen MPEG-2-Programmstrom mit variablen Bitraten und MP3-Audiospur.
Wie auch das VCD-Format ist die SVCD standardisiert. Während der VCD-Standard im „White Book“ festgehalten ist, steht die SVCD außerhalb der „Bunten Bücher“ der offiziellen CD-Formate und durfte lange Zeit – im Gegensatz zur VCD – auch nicht das nur von Philips vergebene „Compact-Disc“-Logo tragen. Später wurde vom CD-Konsortium auch ein „Compact-Disc“-Logo für SVCD vergeben. Die hier verwendete Unterschrift lautet „Super Video“.
Außerhalb der Volksrepublik China war das SVCD-Format kommerziell wenig erfolgreich. Dennoch werden heute noch in geringen Mengen Filme kommerziell auf SVCD vertrieben. In dem Zeitraum, in dem DVD-R-Brenner und -Medien noch deutlich teurer waren als CD-R, war die SVCD eine beliebte Alternative.
Um den Inhalt einer DVD auf SVCDs zu kopieren, wird das DVD-Bildformat (MPEG-2) in SVCD (ebenfalls MPEG-2, aber mit geringerer Auflösung und Datenrate) umgerechnet, das Tonformat wird (meist) von Dolby Digital 5.1 bei 48 kHz auf MPEG1 (Layer 2)-codiertes Stereo oder Dolby Surround bei 44,1 kHz transkodiert. Die meisten heutigen DVD-Player unterstützen SVCDs.

## Technische Details
Video-Spezifikation
- Kompression: MPEG-2 mit variabler Bitrate
- Auflösung:
  - NTSC: 480×480 Pixel
  - PAL: 480×576 Pixel
- Seitenverhältnis 4:3 oder 16:9
- Framerate (progressiv oder interlaced):
  - NTSC: 29,97 Bilder pro Sekunde
  - PAL: 25 Bilder pro Sekunde
- Standbilder:
  - NTSC: 480×480 oder 704×480
  - PAL: 480×576 oder 704×576

Audio-Spezifikation
- Kompression: MPEG-1 Audio Layer 2
- Abtastfrequenz: 44.100 Hertz (44,1 kHz)
- Ausgabe: Mono, Dual Channel, Stereo, Joint-Stereo
- Bitrate: 
  - Mono: 32 bis 192 Kilobits pro Sekunde
  - Dual Channel, Stereo, Joint-Stereo: 64 bis 384 Kilobits pro Sekunde
- Bis zu zwei Tonspuren sind erlaubt, die Gesamtdatenrate der Tonspuren darf 640 Kilobits pro Sekunde nicht übersteigen

Bis zu vier wählbare Untertitel können eingeblendet werden, viele (angeblich) kompatible DVD-Player unterstützen dies jedoch nicht, so dass Untertitel häufig, wie bei der VCD fest ins Bild integriert werden.
Die Gesamtdatenrate einer SVCD darf laut Standard nicht über 2788 kbit/s liegen.

## SVCD-Abwandlungen
Weitere, nicht offiziell standardisierte und fast nur für Kopien genutzte Abwandlungen von VCD und SVCD sind u. a. MVCD, XVCD, RSVCD und XSVCD.